# Nicolás Diez
Nicolás Ignacio Diez Parajón (Buenos Aires, Argentina; 9 de febrero de 1977) es un exfutbolista y entrenador argentino con nacionalidad chilena que jugaba como mediocampista ofensivo o enganche. Actualmente dirige a Argentinos Juniors de la Liga Profesional.

## Trayectoria

### Como jugador
Diez inició su carrera como futbolista en Argentinos Juniors durante 1993.Luego de tres temporadas, se marchó a Racing Club donde sufrió una serie de lesiones que le impidieron jugar con continuidad.En 1998, fue cedido por seis meses a Ferro Carril Oeste donde tan solo disputó 14 encuentros y no convirtió ningún gol.Luego de su retorno al club de Avellaneda, se marchó al FC Gueugnon en 2001 donde jugó por dos años.
Luego de un paso por Deportivo Pereira, se marchó a jugar al fútbol chileno donde vistió las camisetas de Everton y de O'Higgins.En enero de 2009, retornó al fútbol argentino para jugar en Unión de Santa Fe donde rescindió su contrato a cinco meses de su llegada por motivos personales.
En julio de 2009, fichó por el Deportivo Táchira donde se coronaría campeón del Torneo Apertura.Tras una etapa en Mineros de Guayana,fichó por el Ñublense en mayo de 2011 donde se retiraría posteriormente del fútbol profesional.

### Como entrenador
Diez empezó su carrera como técnico siendo asistente de Jorge Sampaoli durante el ciclo que tuvo en la selección de Chile entre 2012 y 2015.A partir del 2016, acompañó a Sebastián Beccacece en sus etapas en Universidad de Chile, Defensa y Justicia, Independiente y Racing Club.En septiembre de 2022, asumió como entrenador interino en el club de Florencio Varela después de la renuncia de Beccacece.
El 5 de julio de 2023, fue contratado como entrenador de Atlanta.Sin embargo, el 10 de octubre, dejó su cargo en el club argentino después de una serie de malos resultados.
Luego de un paso como asistente técnico en Tigre,fue anunciado como entrenador de Argentinos Juniors en diciembre de 2024 y firmó un contrato por tres temporadas.

## Clubes

### Como jugador
| Club               | País      | Año       |
| ------------------ | --------- | --------- |
| Argentinos Juniors | Argentina | 1993-1996 |
| Racing Club        | Argentina | 1996-2001 |
| Ferro Carril Oeste | Argentina | 1998      |
| Gueugnon           | Francia   | 2001-2003 |
| Deportivo Pereira  | Colombia  | 2003      |
| Everton            | Chile     | 2004-2006 |
| O'Higgins          | Chile     | 2006-2008 |
| Unión (SF)         | Argentina | 2009      |
| Deportivo Táchira  | Venezuela | 2009-2010 |
| Mineros de Guayana | Venezuela | 2011      |
| Ñublense           | Chile     | 2011      |

### Como asistente técnico
| Club                 | País      | Año       |
| -------------------- | --------- | --------- |
| Selección de Chile   | Chile     | 2012-2015 |
| Universidad de Chile | Chile     | 2016      |
| Defensa y Justicia   | Argentina | 2016-2017 |
| Selección Argentina  | Argentina | 2017-2018 |
| Selección Sub-20     | Argentina | 2017-2018 |
| Defensa y Justicia   | Argentina | 2018-2019 |
| Independiente        | Argentina | 2019      |
| Racing Club          | Argentina | 2020-2021 |
| Defensa y Justicia   | Argentina | 2021-2022 |
| Tigre                | Argentina | 2024      |

### Como entrenador
| Equipo                       | Div.                | Temporada           | Liga  | Liga | Liga | Liga | Liga |       | Copa | Copa | Copa | Copa  |   | Internacional | Internacional | Internacional | Internacional | Internacional |   | Otros | Otros | Otros | Otros |    | Totales | Totales     | Totales | Totales | Totales | Totales | Totales | Totales | Totales |
| Equipo                       | Div.                | Temporada           | Part. | G    | E    | P    | Pos. | Part. | G    | E    | P    | Part. | G | E             | P             | Pos.          | Part.         | G             | E | P     | Part. | G     | E     | P  | Puntos  | Rendimiento | GF      | GC      | Dif.    |         |         |         |         |
| ---------------------------- | ------------------- | ------------------- | ----- | ---- | ---- | ---- | ---- | ----- | ---- | ---- | ---- | ----- | - | ------------- | ------------- | ------------- | ------------- | ------------- | - | ----- | ----- | ----- | ----- | -- | ------- | ----------- | ------- | ------- | ------- | ------- | ------- | ------- | ------- |
| Atlanta Argentina            | 2.ª                 | 2023                | 14    | 2    | 4    | 8    | Inc. | -     | -    | -    | -    | -     | - | -             | -             | -             | -             | -             | - | -     | 14    | 2     | 4     | 8  | 10/42   | 23.81%      | 12      | 17      | -5      |         |         |         |         |
| Atlanta Argentina            | Total               | Total               | 14    | 2    | 4    | 8    | -    | -     | -    | -    | -    | -     | - | -             | -             | -             | -             | -             | - | -     | 14    | 2     | 4     | 8  | 10/42   | 23.81%      | 12      | 17      | -5      |         |         |         |         |
| Argentinos Juniors Argentina | 1.ª                 | 2025-A              | 18    | 10   | 7    | 1    | 1/4  | 2     | 2    | 0    | 0    | -     | - | -             | -             | -             | -             | -             | - | -     | 20    | 12    | 7     | 1  | 43/60   | 71.67%      | 34      | 11      | +23     |         |         |         |         |
| Argentinos Juniors Argentina | 1.ª                 | 2025-C              | 5     | 1    | 2    | 2    | -    | 1     | 1    | 0    | 0    | -     | - | -             | -             | -             | -             | -             | - | -     | 6     | 2     | 2     | 2  | 8/18    | 44.44%      | 4       | 4       | +0      |         |         |         |         |
| Argentinos Juniors Argentina | Total               | Total               | 23    | 11   | 9    | 3    | -    | 3     | 3    | 0    | 0    | -     | - | -             | -             | -             | -             | -             | - | -     | 26    | 14    | 9     | 3  | 51/78   | 65.39%      | 38      | 15      | +23     |         |         |         |         |
| Total en su carrera          | Total en su carrera | Total en su carrera | 37    | 13   | 13   | 11   | -    | 3     | 3    | 0    | 0    | -     | - | -             | -             | -             | -             | -             | - | -     | 40    | 16    | 13    | 11 | 61/120  | 50.83%      | 50      | 32      | +18     |         |         |         |         |
| 1.                           |                     |                     |       |      |      |      |      |       |      |      |      |       |   |               |               |               |               |               |   |       |       |       |       |    |         |             |         |         |         |         |         |         |         |

#### Resumen por competencias
| Torneo                        | Estadísticas | Estadísticas | Estadísticas | Estadísticas | Estadísticas | Estadísticas | Estadísticas | Estadísticas | Estadísticas     |
| Torneo                        | PJ           | G            | E            | P            | GF           | GC           | DG           | Rendimiento  | Mejor Resultado  |
| ----------------------------- | ------------ | ------------ | ------------ | ------------ | ------------ | ------------ | ------------ | ------------ | ---------------- |
| Primera B Nacional            | 14           | 2            | 4            | 8            | 12           | 17           | -5           | 23.81%       | 15.º lugar       |
| Primera División de Argentina | 23           | 11           | 9            | 3            | 30           | 14           | +16          | 60.87%       | Cuartos de final |
| Copa Argentina                | 3            | 3            | 0            | 0            | 8            | 1            | +7           | 100%         | En disputa       |
| TOTAL                         | 40           | 16           | 13           | 11           | 50           | 32           | +18          | 50.83%       | Sin Títulos      |

## Palmarés

### Como jugador

#### Campeonatos nacionales
| Título           | Club              | Sede      | Año    |
| ---------------- | ----------------- | --------- | ------ |
| Primera División | Deportivo Táchira | Venezuela | 2009-A |

#### Campeonatos internacionales
| Título              | Club                | Sede    | Año  |
| ------------------- | ------------------- | ------- | ---- |
| Copa Mundial Sub-20 | Selección Argentina | Malasia | 1997 |

### Como ayudante de campo

#### Campeonatos internacionales
| Título              | Club               | Sede     | Año  | Entrenador principal |
| ------------------- | ------------------ | -------- | ---- | -------------------- |
| Copa América        | Selección chilena  | Chile    | 2015 | Jorge Sampaoli       |
| Recopa Sudamericana | Defensa y Justicia | Brasilia | 2021 | Sebastián Beccacece  |